# Boitron, Seine-et-Marne
Boitron är en kommun i departementet Seine-et-Marne i regionen Île-de-France i norra Frankrike. Kommunen ligger i kantonen Rebais som tillhör arrondissementet Provins. År 2022 hade Boitron 326 invånare.

## Befolkningsutveckling
Antalet invånare i kommunen Boitron
| Referens: INSEE |